# Parnassia rhombipetala
Parnassia rhombipetala là một loài thực vật có hoa trong họ Dây gối. Loài này được B.L. Chai mô tả khoa học đầu tiên năm 1991.